# Folke Rogard
Pour les articles homonymes, voir Rogard.
Folke Rogard (né Rosengren) (6 juillet 1899 à Stockholm-11 juin 1973) est le deuxième président de la Fédération internationale des échecs de 1949 à 1970. Il succède à Alexander Rueb et est remplacé par Max Euwe. Il fut aussi président de la Fédération suédoise des échecs de 1947 à 1964.
Il fut marié à l'actrice Viveca Lindfors.